# Operazione Pastorius

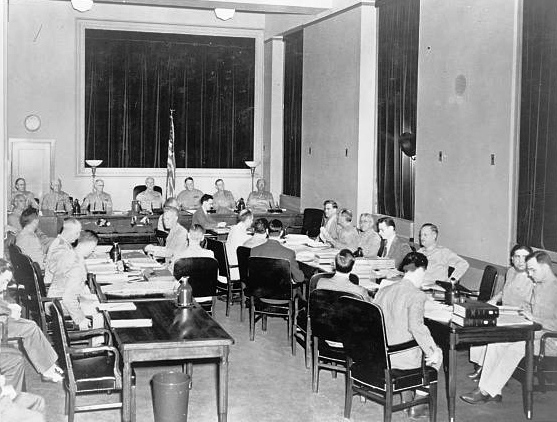
Fotofrafia del processo (luglio 1942)

L'Operazione Pastorius fu un piano di sabotaggio tedesco fallito ideato durante la seconda guerra mondiale con l'obiettivo di colpire obiettivi economici strategici nel territorio degli Stati Uniti. Organizzata nel giugno 1942, l'operazione prese il nome da Francis Daniel Pastorius, pioniere del primo insediamento di tedeschi in America, su iniziativa dell'ammiraglio Wilhelm Canaris, capo dell'Abwehr.
Il piano prevedeva l'infiltrazione di otto sabotatori tedeschi, che avevano vissuto negli Stati Uniti. Tuttavia, il progetto fallì rapidamente quando due di loro, George John Dasch ed Ernest Peter Burger, disertarono e si consegnarono al Federal Bureau of Investigation, denunciando i loro complici.
Un tribunale militare, la cui costituzionalità fu contestata dinanzi alla Corte suprema degli Stati Uniti nel caso Ex parte Quirin, condannò a morte tutti e otto i sabotatori. Il presidente Franklin D. Roosevelt commutò le condanne di Dasch e Burger, mentre gli altri sei furono giustiziati.

## Antefatti
Dopo l'attacco di Pearl Harbor da parte del Giappone il 7 dicembre 1941, seguito dalla dichiarazione di guerra della Germania agli Stati Uniti d'America quattro giorni dopo, e dalla dichiarazione di guerra degli Stati Uniti contro la Germania in risposta, Adolf Hitler autorizzò una missione per sabotare lo sforzo bellico americano e colpire obiettivi civili con l'intento di demoralizzare la popolazione civile all'interno degli Stati Uniti. La missione fu affidata al capo dell'Abwehr, l'ammiraglio Wilhelm Canaris, responsabile dei servizi segreti militari tedeschi. Durante la prima guerra mondiale, Canaris aveva organizzato il sabotaggio delle installazioni francesi in Marocco, e altri agenti tedeschi erano entrati negli Stati Uniti per attaccare le fabbriche di armi a New York, inclusa la distruzione dei depositi di munizioni a Black Tom Island nel 1916. Canaris sperava che l'Operazione Pastorius avrebbe avuto lo stesso tipo di successo.

## Agenti
Nel giugno 1942 furono reclutati otto tedeschi che avevano vissuto negli Stati Uniti. Due di loro, Ernst Burger e Herbert Haupt, erano in possesso della cittadinanza americanana. Gli altri, George John Dasch, Edward John Kerling, Richard Quirin, Heinrich Harm Heinck, Hermann Otto Neubauer e Werner Thiel, avevano svolto vari lavori negli Stati Uniti. Con l'eccezione di Dasch, tutti gli uomini erano membri del German-American Bund e/o del Partito Nazionalsocialista Tedesco dei Lavoratori. Neubauer aveva prestato servizio nell'Herr sul fronte orientale. Le reclute furono divise in due squadre: la prima, comandata da George John Dasch e composta da Ernst Peter Burger, Heinrich Heinck e Richard Quirin; la seconda era sotto il comando di Edward Kerling, affiancato da Hermann Neubauer, Werner Thiel ed Herbert Haupt.
Tutti e otto furono reclutati dall'Abwehr e ricevettero tre settimane di addestramento intensivo incentrato sul sabotaggio presso una scuola dell'Alto Comando tedesco in una tenuta sul lago Quenzsee, vicino a Berlino, in Germania. Gli agenti furono istruiti sulla fabbricazione e l'uso di esplosivi, incendiari, inneschi e vari dispositivi di temporizzazione ritardata di tipo meccanico, chimico ed elettrico. Molto tempo fu dedicato allo sviluppo delle "storie di copertura" che avrebbero utilizzato nel corso dell'operazione. Furono incoraggiati a conversare in inglese e a leggere giornali e riviste americane per migliorare la loro conoscenza della lingua e della cultura americana.

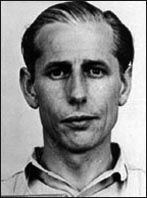
George John Dasch
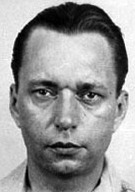
Ernest Peter Burger
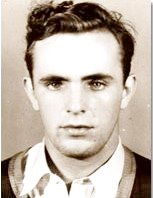
Herbert Hans Haupt
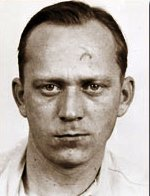
Heinrich Heinck
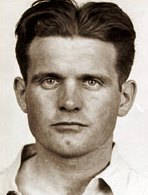
Edward John Kerling
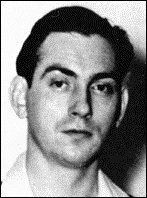
Hermann Otto Neubauer
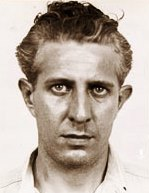
Richard Quirin
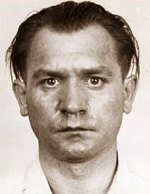
Werner Thiel

## Missione
La loro missione consisteva nel sabotare obiettivi economici e infrastrutture strategiche sull'intera superficie degli Stati Uniti, tra cui le centrali idroelettriche alle Cascate del Niagara, gli impianti della Aluminum Company of America in Illinois, Tennessee e New York; le chiuse sul Fiume Ohio, vicino a Louisville; la Pennsalt Chemicals, Pennsylvania; la Pennsylvania Railroad presso la Horseshoe Curve, un passaggio ferroviario cruciale vicino ad Altoona, e i suoi depositi di riparazione; l'impianto di criolite della Pennsalt a Filadelfia; l'Hell Gate Bridge a New York; e la Pennsylvania Station a Newark, New Jersey. Gli agenti avevano anche l'ordine di diffondere il terrore piazzando esplosivi su ponti, stazioni ferroviarie, impianti idrici, luoghi pubblici e negozi di proprietà ebraica.
Furono forniti loro certificati di nascita falsi, carte di Social Security, tessere di esenzione dalla leva, quasi 175000 dollari in valuta americana e patenti di guida, e furono imbarcati su due U-Boot per sbarcare sulla costa orientale degli Stati Uniti. Ancor prima dell'inizio della missione si registrarono segnali di possibili compromissioni; George Dasch, a capo dell'operazione, dimenticò alcuni documenti classificati su un treno, e uno degli agenti, mentre era ubriaco, annunciò in un locale di Parigi di essere un agente segreto.

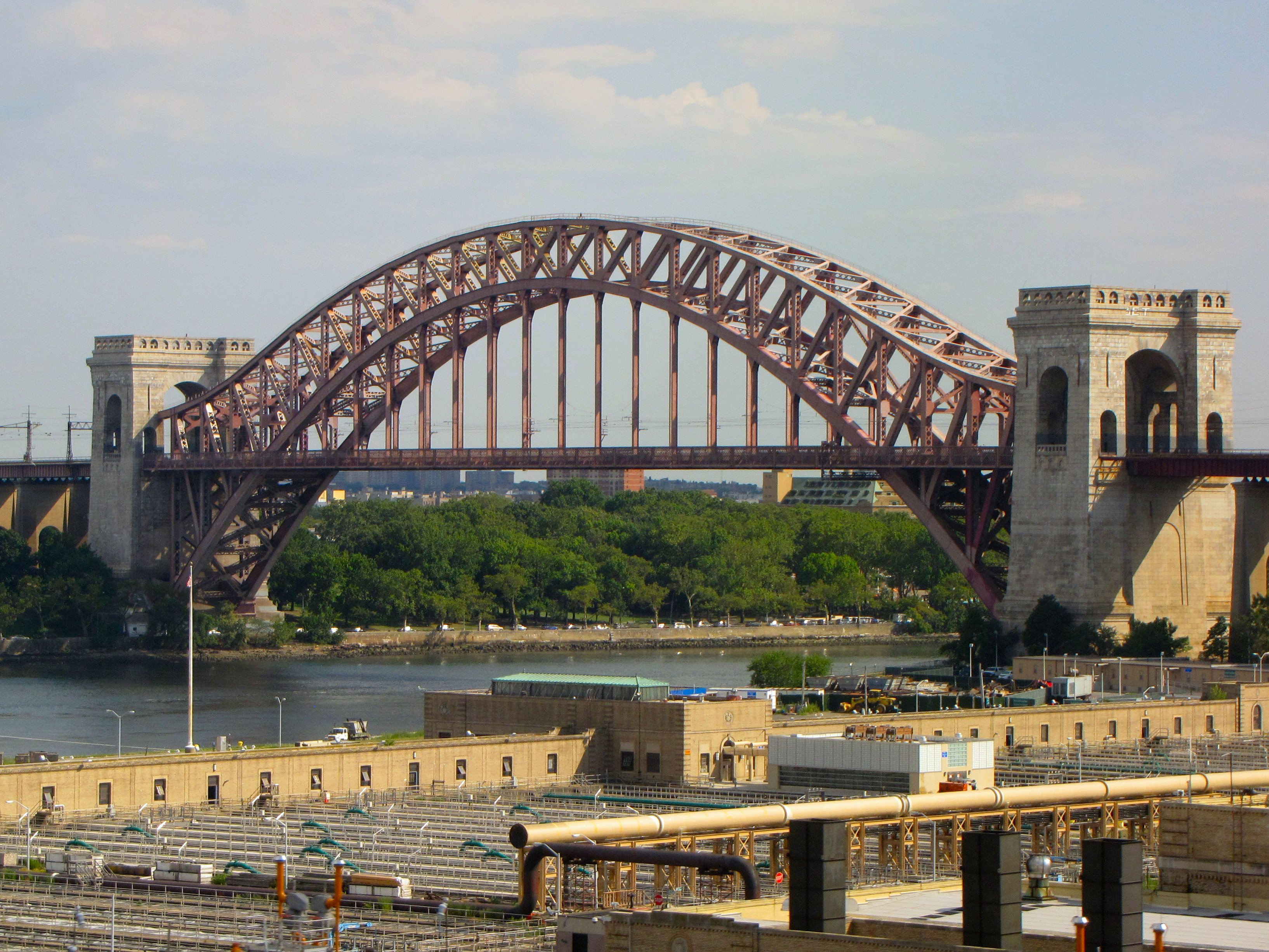
L'Hell Gate Bridge, uno degli obiettivi dell'operazioni di sabotaggio.

Nella notte tra il 12 e il 13 giugno 1942, il primo gruppo di sabotatori, partì da Brest, in Francia, a bordo del sottomarino tedesco U-202, comandato dal capitano Hans-Heinz Lindner; e sbarcarono ad Amagansett (New York), circa 160 km a est della città di New York. Trasportava Dasch e altri tre sabotatori (Burger, Quirin e Heinck). Gli agenti sbarcarono indossando uniformi della Marina Imperiale, in modo che, se fossero stati catturati, sarebbero stati classificati come prigionieri di guerra piuttosto che come spie. Portavano con sé esplosivi, inneschi e planimetrie, che seppellirono insieme alle loro uniformi, per poi indossare abiti civili e iniziare l'operazione.
Immediatamente dopo aver raggiunto la spiaggia, intorno a mezzanotte e mezza, i sabotatori furono avvistati tra le dune dal guardacoste disarmato John C. Cullen, che fu avvicinato da Dasch, il quale gli offrì una tangente di 300 dollari. Cullen finse di collaborare, ma denunciò l'incontro. Una pattuglia armata tornò sul luogo, trovando "quattro casse di esplosivi e alcune uniformi tedesche frettolosamente sepolte nella sabbia bagnata", oltre a detonatori e bombe prefabbricate; tuttavia, gli agenti erano già fuggiti a bordo di un treno della Long Island Rail Road dalla stazione di Amagansett verso Manhattan, dove si registrarono in un hotel. L'FBI, informato sui fatti dalla Guardia Costiera si mise subito alla ricerca dei sabotatori.
L'altro gruppo di sabotatori, guidato da Kerling, sbarcò senza incidenti a Ponte Vedra Beach, Florida, a sud di Jacksonville, il 16 giugno 1942. Questo gruppo arrivò sull'U-584. Gli agenti sbarcarono in costume da bagno ma indossavano cappelli della Marina tedesca. Dopo essere approdati a riva, gettarono via i cappelli, indossarono abiti civili e iniziarono la loro missione prendendo i treni verso Chicago, Illinois, e Cincinnati, Ohio.
I due gruppi si sarebbero dovuti riunire il 4 luglio in un hotel di Cincinnati per coordinare le operazioni di sabotaggio..

### Tradimento

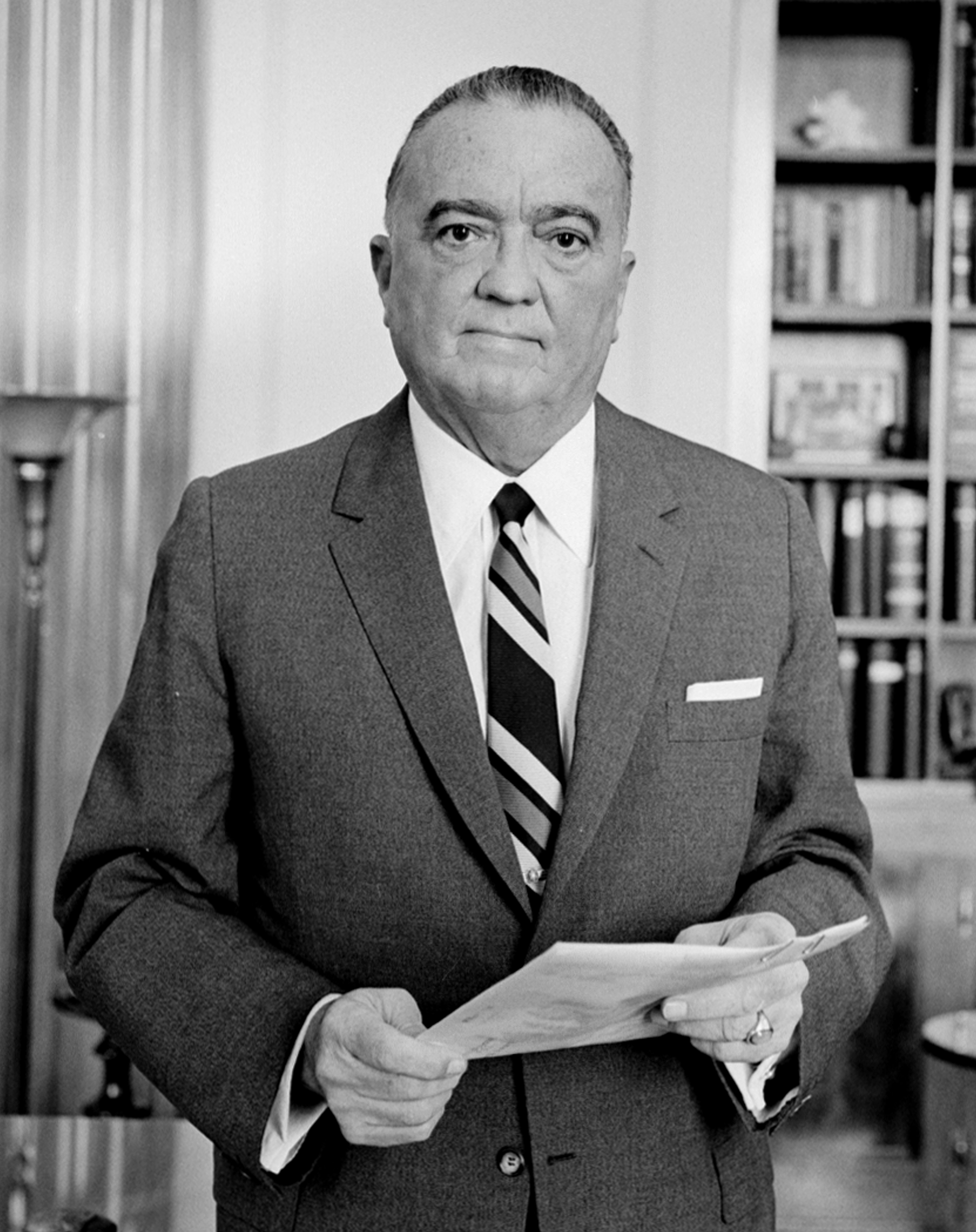
L'allora direttore del Federal Bureau of Investigation, J. Edgar Hoover.

Mentre si trovava nell'hotel di Manhattan, Dasch, chiaramente scosso dall'incontro con la Guardia Costiera, convocò Ernest Peter Burger nella loro stanza al piano superiore e aprì una finestra. Dichiarò che avrebbero discusso del futuro dell'operazione e che, in caso di disaccordo, solo uno di loro sarebbe uscito da quella porta, l'altro sarebbe volato fuori da questa finestra". Dasch informò Burger della sua decisione di non portare a termine la missione, affermando il suo odio per il nazismo e rivelando l'intenzione di denunciare il complotto all'FBI. Burger accettò di collaborare immediatamente.
Il 15 giugno 1942, Dasch contattò l'ufficio dell'FBI di New York, utilizzando il nome in codice "Franz Pastorius", ispirato al nome dell'operazione. Durante la telefonata, Dasch tentò di spiegare i dettagli della missione di sabotaggio, ma l'agente al telefono, sospettando che si trattasse di un mitomane, interruppe la conversazione. Quattro giorni dopo, Dasch si recò a Washington, DC, dove si presentò presso la sede centrale dell'FBI. Qui riuscì ad attirare l'attenzione del vicedirettore D.M. Ladd, mostrandogli 84000 dollari in contanti, somma destinata al finanziamento dell'operazione.
Nel corso delle due settimane successive, Burger e gli altri sei agenti tedeschi furono arrestati. Nonostante Dasch sperasse di essere riconosciuto come un eroe per aver svelato il complotto, l'FBI mantenne un profilo riservato sulla sua collaborazione. Il direttore dell'FBI, J. Edgar Hoover, non menzionò il ruolo di Dasch e attribuì tutto il merito alla propria agenzia per l'arresto dei sabotatori.

## Processo
Poiché i sabotatori furono catturati prima di poter compiere alcuna azione concreta, le autorità statunitensi inizialmente ebbero difficoltà nel decidere come procedere legalmente contro di loro. Il Procuratore Generale Francis Biddle stimò che, nel peggiore dei casi, i sabotatori tedeschi potevano essere accusati di cospirazione, una condanna che avrebbe comportato al massimo tre anni di carcere. Inoltre, Ernst Burger e Herbert Haupt, cittadini statunitensi, avrebbero potuto essere processati per tradimento. Un'altra ipotesi avanzata prevedeva di imprigionare tutti i sabotatori come prigionieri di guerra fino al termine del conflitto. Tuttavia, il presidente Franklin D. Roosevelt giudicò queste opzioni inaccettabili. Secondo lui, gli americani coinvolti erano colpevoli di tradimento e, pertanto, dovevano essere giudicati da una corte marziale. Quanto ai sabotatori tedeschi, Roosevelt sostenne che, avendo operato sul suolo statunitense in tempo di guerra, avevano perso il diritto a un processo civile. Dichiarò, quindi, che desiderava l'esecuzione immediata di tutti i sabotatori. Per raggiungere tale scopo, Roosevelt informò Biddle che avrebbe invocato i suoi poteri presidenziali per istituire un tribunale militare, una pratica non utilizzata sul territorio statunitense dalla fine della guerra civile americana. Successivamente, Roosevelt inviò un ulteriore promemoria a Biddle per ribadire le sue aspettative riguardo all'esecuzione dei sabotatori.
Il 2 luglio 1942, Roosevelt, attraverso l'atto esecutivo 2561, creò un tribunale militare per processare i sabotatori tedeschi. Posti davanti a una commissione militare composta da sette membri, i sabotatori furono accusati di:
- Violazione delle leggi di guerra;
- Violazione dell'Articolo 81 delle Leggi di Guerra, che definisce il reato di corrispondenza e di trasmissione di informazioni al nemico;
- Violazione dell'Articolo 82 delle Leggi di Guerra, che definisce il reato di spionaggio;
- Cospirazione per commettere i reati sopra citati.

Il processo contro gli otto sabotatori tedeschi ebbe luogo nella Sala delle Assemblee n. 1, situata al quinto piano dell'edificio del Dipartimento della Giustizia degli Stati Uniti a Washington, D.C., e iniziò l'8 luglio 1942. Gli imputati furono rappresentati da avvocati difensori, tra cui Lauson Stone e Kenneth Royall, i quali cercarono di trasferire il caso a un tribunale civile. Tuttavia, la Corte Suprema degli Stati Uniti respinse il loro ricorso nel caso Ex parte Quirin.
Il processo si concluse il 1º agosto 1942, e due giorni dopo tutti gli imputati furono dichiarati colpevoli e condannati a morte. Il presidente Franklin Delano Roosevelt commutò la condanna di Ernst Burger all'ergastolo e quella di George John Dasch a 30 anni di reclusione, in considerazione del fatto che si erano arresi volontariamente e avevano collaborato con le autorità fornendo informazioni sugli altri sabotatori. Gli altri sei sabotatori furono giustiziati sulla sedia elettrica l'8 agosto 1942 presso il carcere del Distretto di Columbia. I loro corpi furono sepolti in una fossa comune nel quartiere di Blue Plains, situato nel quartiere di Anacostia, a Washington, D.C.

## Conseguenze

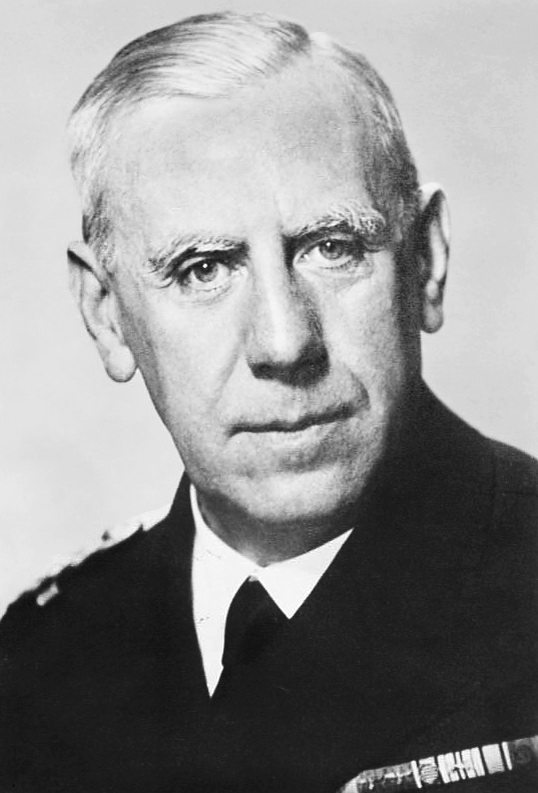
L'ammiraglio Wilhelm Canaris, direttore dell'Abwehr.

In seguito al fallimento dell'operazione, Hitler si infuriò con l'ammiraglio Wilhelm Canaris, ponendo di fatto fine ai tentativi di sabotaggio negli Stati Uniti. Durante il resto della guerra, i tedeschi tentarono di inviare agenti negli Stati Uniti una sola altra volta, come parte dell'Operazione Elster nel novembre 1944. In questa operazione, il sottomarino tedesco U-1230 sbarcò due spie sulla costa del Maine. Tuttavia, poco dopo essere sbarcate, le spie furono catturate dall'FBI. Entrambi furono condannati a morte, ma nel 1945, le esecuzioni furono sospese dal presidente Harry S. Truman, e le loro condanne furono commutate in ergastolo.
Nel 1948, Truman concesse l'amnistia a Dasch e Burger, a condizione che venissero deportati nella zona di occupazione americana in Germania. Dasch, che aveva la cittadinanza statunitense già da prima della guerra, patì una vita difficile in Germania per via della sua cooperazione con le autorità statunitensi durante l'operazione Pastorius; inoltre gli era stato categoricamente vietato di ritornare negli Stati Uniti, ciononostante Dasch trascorse molti anni a scrivere lettere alle più importanti autorità statunitensi chiedendo il permesso di ritornare. Alla fine si trasferì in Svizzera dove scrisse il libro Otto spie contro l'America. Morì nel 1991 a Ludwigshafen all'età di 89 anni, mentre Burger morì nel 1975.
Sedici persone, tra cui i genitori di Haupt, furono arrestate per aver aiutato i sabotatori. L'ultima persona arrestata fu il pastore luterano Carl Krepper, un membro del German-American Bund e della German-American Business League, che sostenne il boicottaggio delle imprese ebraiche. Krepper fu condannato nel marzo 1945 per cospirazione a 12 anni di reclusione. Fu rilasciato nel 1951 e morì nel 1972.. Per il suo ruolo nella vicenda, John Cullen fu premiato con l'insegna di Nocchiere, apparve in prima pagina sul New York Times e ricevette la Legion of Merit. Morì nel 2011 all'età di 90 anni.
Negli anni '60 o '70, il Partito Nazista Americano pose un monumento non autorizzato dedicato alle spie giustiziate in un bosco di Washington. Questo monumento, ignorato per diversi decenni, fu rimosso dal National Park Service nel 2010.

## Nella cultura di massa
L'Operazione Pastorius ispiro diverse opere di narrativa e cinematografiche, tra cui: The Ninth Man, un romanzo di fantasia degli anni '70 di John Lee, che narra la fuga di un nono sabotatore tedesco, che riuscì a evitare la cattura e proseguì la sua missione negli Stati Uniti. Un altro adattamento della vicenda è They Came to Blow Up America, un film del 1943 diretto da Edward Ludwig. La pellicola, con George Sanders nel ruolo del protagonista, racconta la storia di alcuni agenti segreti nazisti inviati negli Stati Uniti per compiere atti di sabotaggio.